# Псковская республика

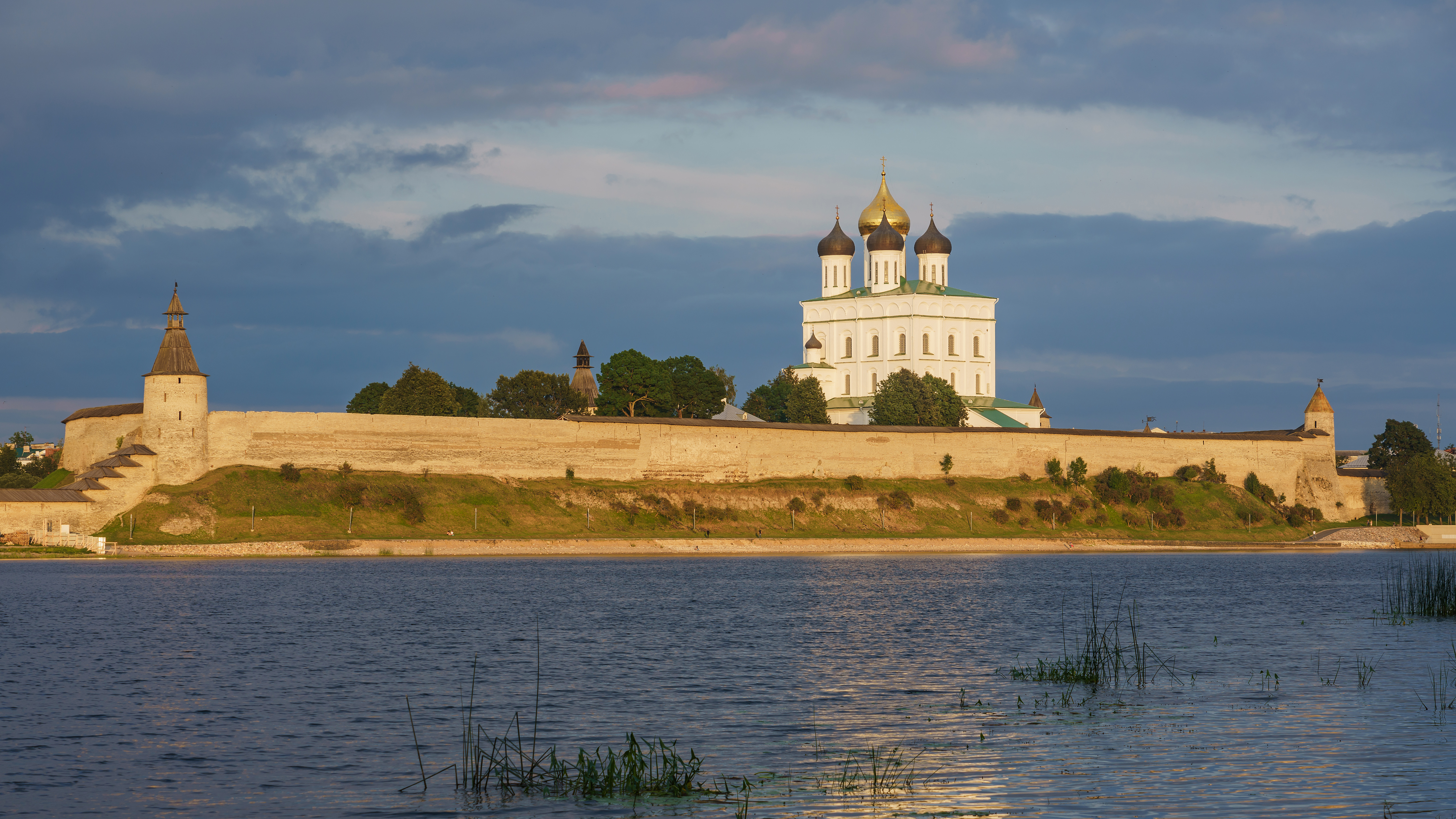
Вид на Псковский Кром и Троицкий собор в Пскове с противоположного берега Великой

Псковская республика (или также Псковская вечевая республика, Псковская феодальная республика, Псковское княжество, официальное — Псковское господарство, Псковская земля) — средневековое государственное образование на территории Руси со столицей в городе Пскове. С начала XI века до 1136 года управлялась киевскими наместниками, затем находилась в составе Новгородской республики, пользуясь широкой автономией. С 1348 года полностью независима. В 1510 году вошла в состав централизованного Русского государства.

## История
Первым псковским князем (начало XI века) был младший сын Владимира Святославича Судислав, который был посажен в «поруб» своим старшим братом Ярославом Мудрым.
После распада Киевской Руси в XII веке город Псков и прилежащие ему владения — восточная и южная части Чудско-Псковского бассейна (по рекам Великая и Нарва и вдоль Чудского и Псковского озёр) — стали частью Новгородской земли. Псков располагал особыми правами, включая право иметь свои собственные пригороды (одним из древнейших является Изборск).

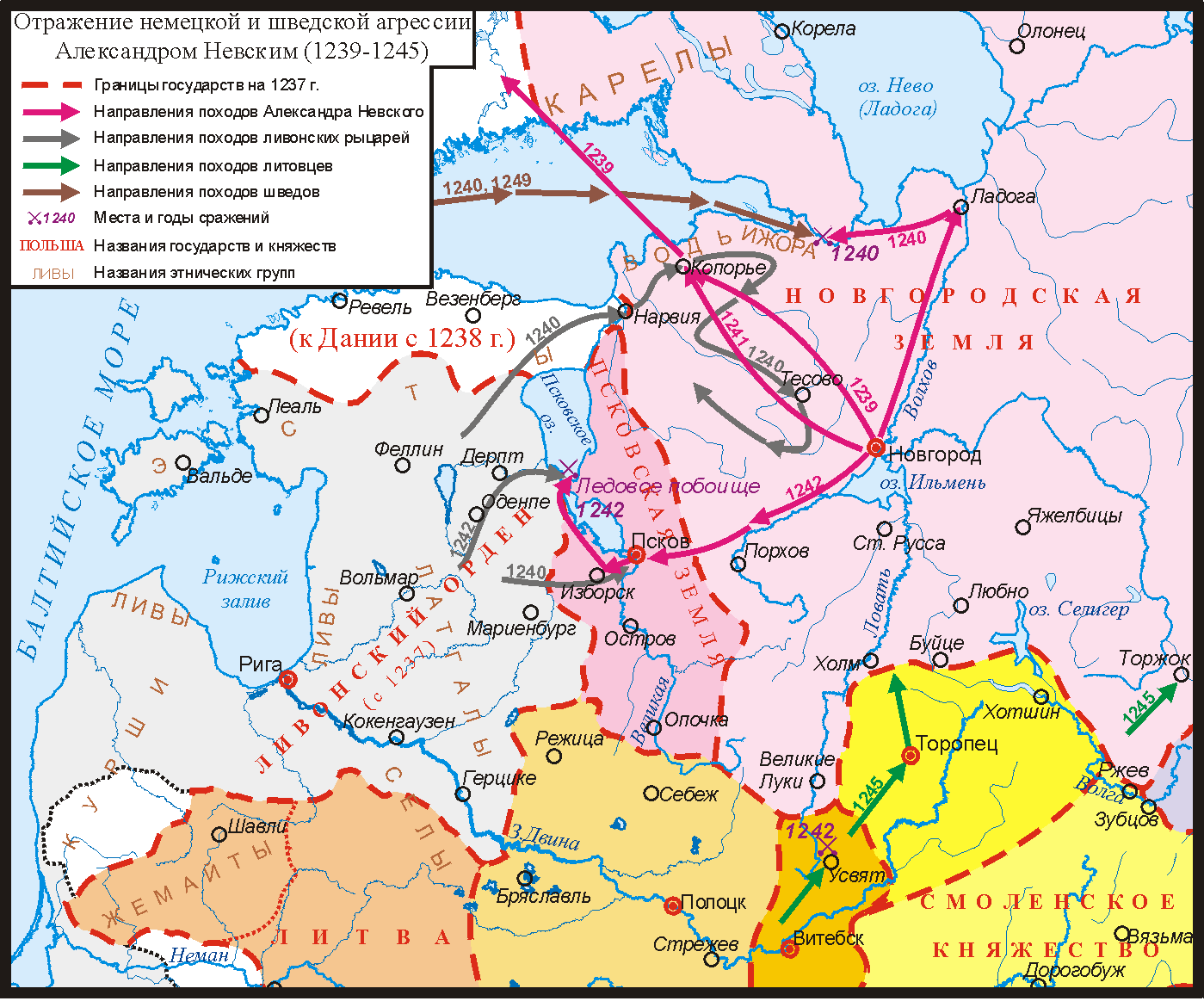
Карта 1239—1245

В результате успешного участия Пскова в борьбе против Ливонского ордена (см. Ледовое побоище) влияние города в составе Новгородской республики существенно усилилось, что в итоге привело к его фактической автономии, в особенности после победы в Раковорской битве в 1268 году. Особенно значительный вклад в процесс обособления Пскова от Новгорода принадлежит святому князю Довмонту (1266—1299).
В 1348 году (Болотовский договор) независимость Пскова была признана Новгородом де-юре, после чего новгородские бояре перестали посылать в него своих посадников. Единственной сферой, в которой Псков оставался зависимым от Новгорода, были церковные вопросы — он по-прежнему в них подчинялся новгородскому архиепископу.
По отложении Пскова от Новгорода в 1348 году в Пскове было сильно влияние Великого Княжества Литовского, откуда было приглашено несколько князей. С 1399 года Псков признал себя вассалом московского великого князя, вместо князя в Пскове появляется наместник. В начале XV века Псковская земля повторно стала объектом ливонских и литовских завоевательных походов (к примеру, псковско-ливонская война 1406—1409 годов, поход Витовта 1426 года), однако успешно оборонялась. Василий II добился права назначать псковских наместников по своему усмотрению, причем они приносили присягу не только Пскову, но и великому князю. При Иване III псковичи утратили право смещать назначенных к ним князей.

## Устройство правления

Эмблема с Псковской печати

Во главе Псковской земли стояли посадники, боярский совет, князь и вече. В отличие от Новгородской республики, в Псковской республике отсутствовало крупное боярское землевладение, что не позволило боярству сосредоточить в своих руках всю политическую власть. Военная опасность и близость агрессивных соседей обуславливали более сильную власть князя в Псковской республике. Вече управляло отношениями между знатью, посадскими людьми, изорниками и смердами. Боярский совет (господа) в который входили посадники и сотские имел особое влияние на решения веча, собиравшегося в Троицком соборе. Он содержал архивы веча, важные личные бумаги и государственные документы. Согласно В. О. Ключевскому, посадников избирало вече, другие историки отмечают, что летописи такого не упоминают. Важные должности занимали представители небольшого количества знатных семейств. Однако во время наиболее драматичных моментов в истории Пскова, важную, а подчас и решающую роль играли так называемые «молодшие» посадские люди, люди более низких чинов. Борьба между боярами и смердами, «старшими» и «молодшими» посадскими людьми вылилась в появлении в XIV в. ереси стригольников и в спорах на вече, начавшихся в 1470-х годах и нередко выливавшихся в кровавые столкновения.
Псков состоял из нескольких концов (районов). В пределах стены 1374—1375 годов находились Опоцкий (между рекой Великой и Великой улицей), Городецкий, Остролавицкий и Боловинский (вдоль реки Псковы). За пределами стены находился посад, который был окружён стеной в 1465 году, и в котором появились новые концы. Концы имели важное значение для управления: в посольства посылали «бояр от концов», вероятно что и в совете присутствовали их представители. Также концам подчинялась территория Псковской земли вне города. Она делилась на губы и засады, на ней было несколько пригородов, в частности Остров, Изборск и Опочка.

## Экономика
В Псковской республике было хорошо развитое земледелие, рыболовство, ковка, ювелирное дело и зодчество.

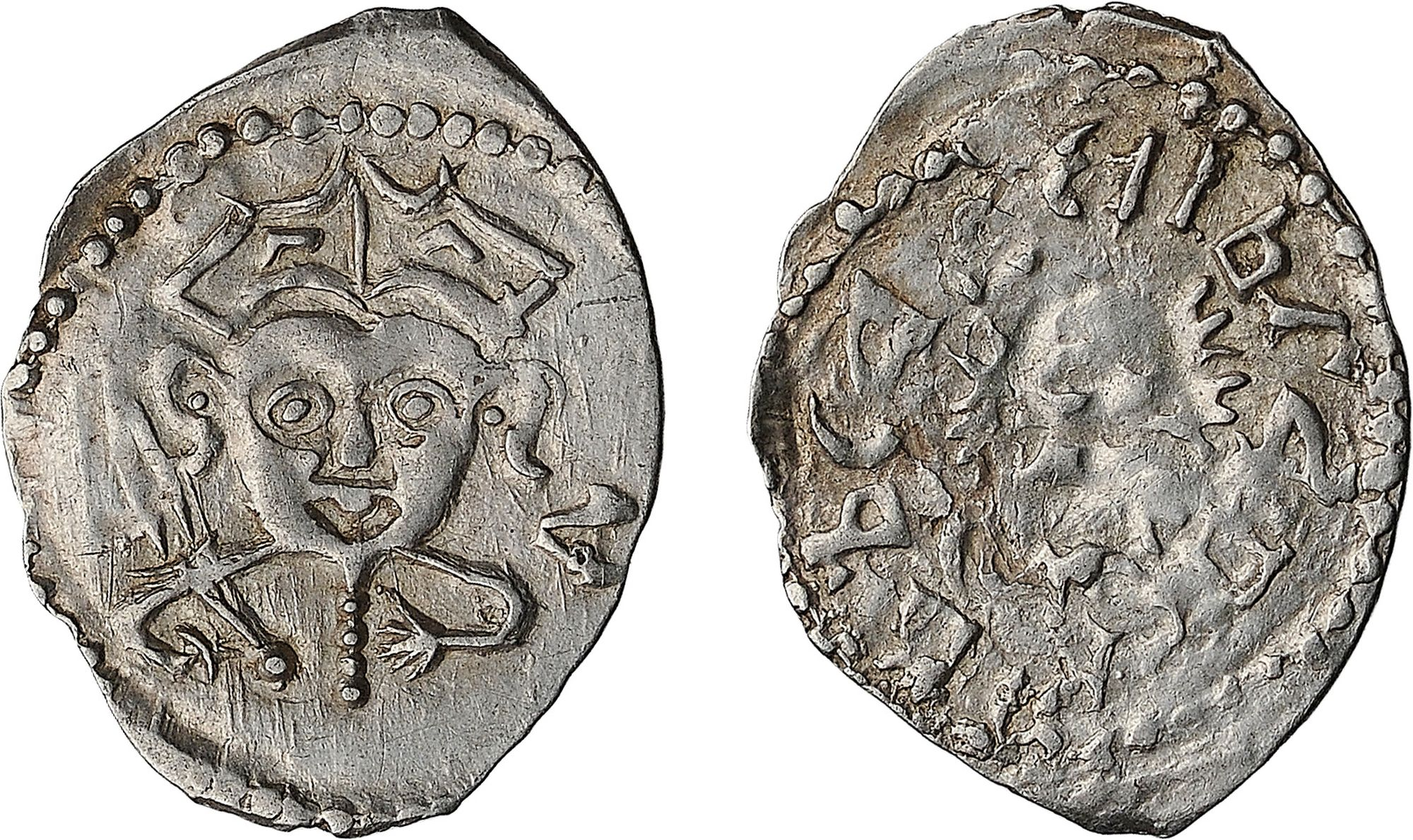
Монеты Псковской республики. Погрудное изображение человека в короне в анфас, в правой руке меч, левая прижата к груди

Разветвлённая торговля внутри республики, с Новгородом и другими русскими городами, Прибалтийским регионом и Западной Европой (в городе располагалась фактория Ганзейской лиги) сделали Псков одним из крупнейших ремесленных и торговых центров Руси.
В Пскове на протяжении 85 лет — с сентября 1425 по февраль 1510 года — чеканились собственные деньги.
В отличие от Новгорода, в Пскове не было крупных землевладельцев, земельные владения его граждан и монастырей были меньшими и более разбросанными.
Социальные отношения, сложившиеся в Пскове, были прописаны в Псковской судной грамоте.

## Потеря самостоятельности
Укрепление связей с Москвой, вызванное экономическим развитием, внешнеполитическими целями, псковским участием в Куликовской битве и успешным совместным противостоянием Тевтонскому ордену и Литве создало предпосылки для ослабления независимости Псковской республики.
В январе 1510 года, воспользовавшись конфликтом среди руководства Псковской республики, находившийся в Новгороде великий князь московский Василий III вызвал туда псковских посадников и сотских и арестовал их. В Псков князь послал дьяка Т. Долматова, который потребовал от псковского веча согласиться на управление Псковской землёй исключительно наместниками великого князя московского. Вече было распущено, приблизительно 300 богатых псковских семей были высланы из города. Их имения распределили между московскими служилыми людьми. На рассвете 13 января 1510 года был снят вечевой колокол.

## Культура

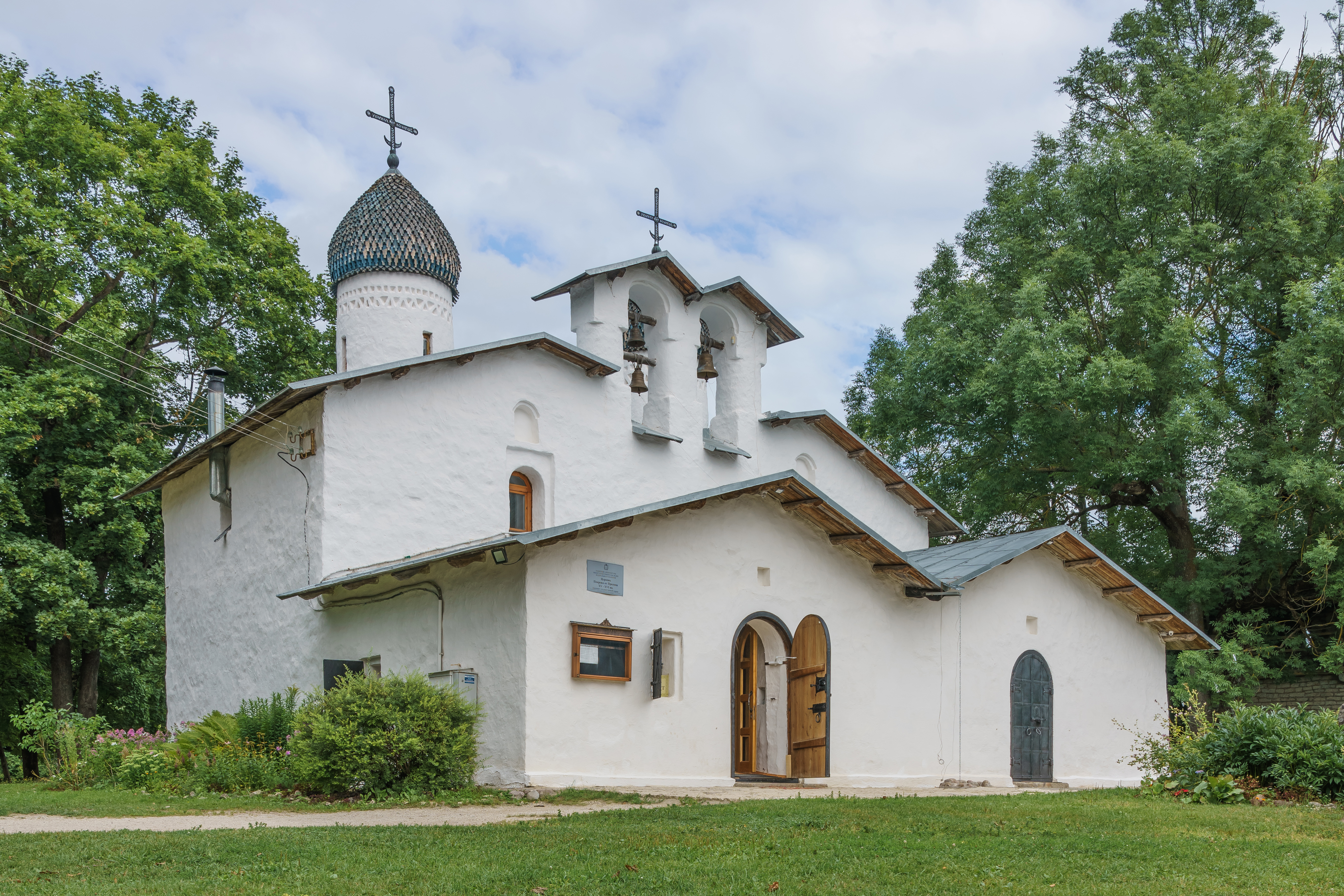
Церковь Покрова и Рождества от Пролома

### Архитектура
Самая замечательная часть архитектурного наследия Псковcкой земли — древние церкви, побелённые, одноглавые, с характерными звонницами (иногда отдельно стоящими, иногда построенными на скате храма) и крыльцами. Эти черты резко отличают их от других памятников русской архитектуры того времени, что даёт возможность говорить о псковском архитектурном стиле.
Каменные крепости были построены в Пскове, Изборске и Гдове. Начало гражданского строительства в Пскове, судя по письменным источникам, относится к раннему периоду архитектурной истории города. На протяжении нескольких столетий псковичи сооружали дворцы, жилые палаты, складские помещения и другие хозяйственные строения.
Города Древней Руси охотно пользовались услугами псковских архитекторов, поручая им строительство наиболее ответственных объектов. Зодчие Пскова вплоть до XVII века строго соблюдают основные принципы местной архитектурной школы и используют проверенные временем псковские строительные навыки, работая вдалеке от родного города. Рука псковских мастеров коснулась многих крупных сооружений, возведённых в эпоху формирования Русского национального государства.

## Псковская земля

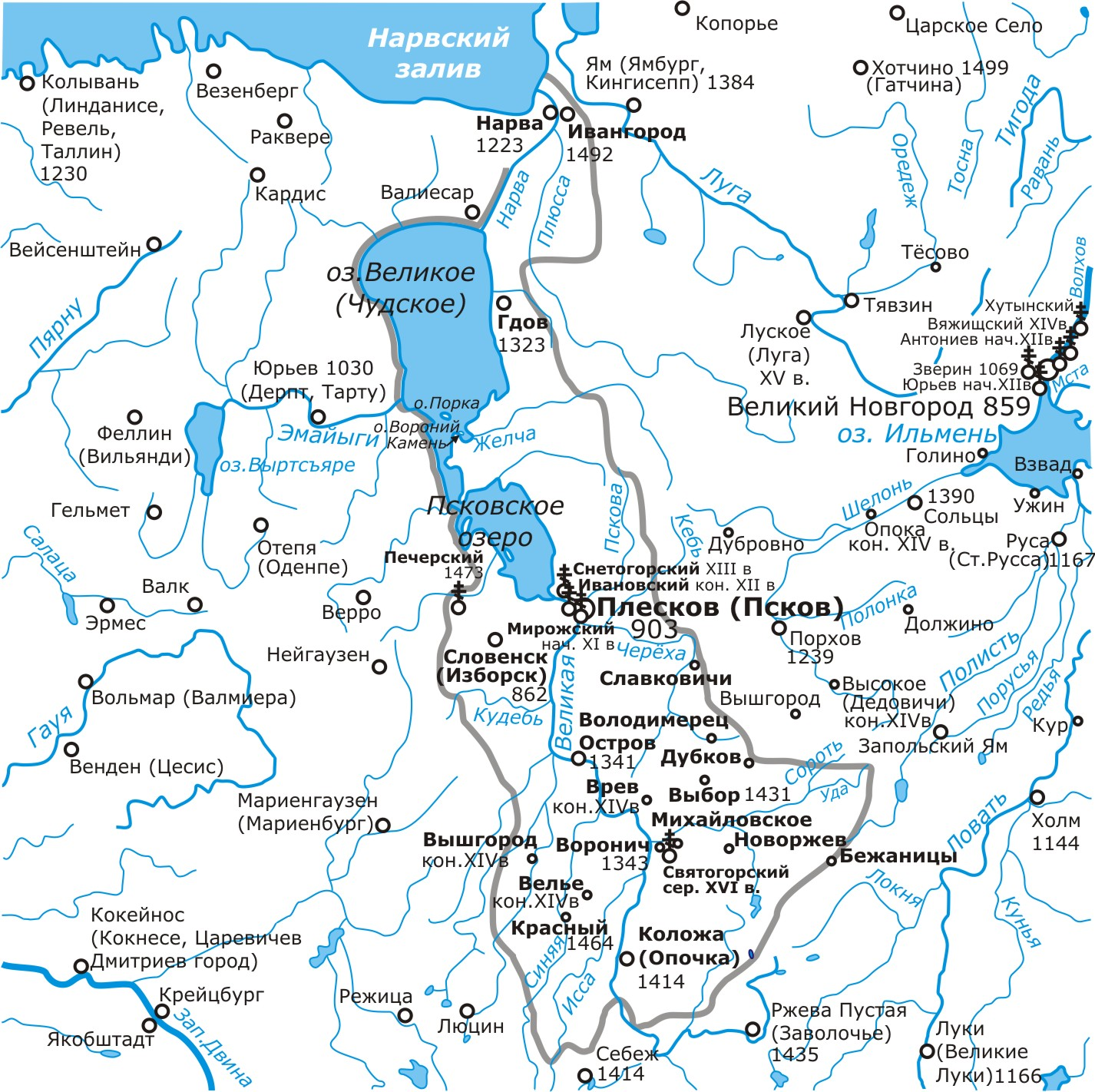
Карта Псковской республики в границах 1462 года. Показаны монастыри

Согласно писцовой книге 1585—1587 годов, Псковская земля разделялась в это время на следующие территориальные единицы:
- 13 уездов:
  - Гдовский (город Гдов и 9 губ)
  - Кобыльский (городище Кобылье и 5 губ)
  - Изборский (город Изборск и 6 губ)
  - Вышгородский (городище Вышгород и 8 губ)
  - Островский (город Остров и 7 губ)
  - Вельевский (город Велье и 15 губ)
  - Вревский (городище Врев, 4 губы и 1 четверть)
  - Володимерецкий (городище Володимерец и 3 губы)
  - Выборский (городище Выбор и 5 губ)
  - Дубковский (городище Дубков и 5 губ)
  - Вороночский (городище Вороноч и 8 губ)
  - Красный (город Красный и 7 губ)
  - Опоцкий (город Опочка, 13 губ и 1 утреток)
- 7 засад:
  - Заклинская засада (5 губ)
  - Белская засада (4 губы)
  - Мелетовская засада (6 губ)
  - Завелицкая засада (13 губ)
  - Прудцкая засада (10 губ)
  - Деманитцкая засада (9 губ)
  - Рожнитцкая засада (7 губ)[25]

Ранее в составе Псковской земли находился ещё 14-й Себежский уезд с городом Себеж. Примерно с 1576 по 1584 год к ней относились некоторые территории Шелонской пятины Новгородской земли: Порховский уезд с городом Порховом и Ляцкий уезд, состоящий из Ляцкого погоста.